# Jahrbuch des öffentlichen Rechts der Gegenwart
Das Jahrbuch des öffentlichen Rechts der Gegenwart (abgekürzt: JöR) ist eine periodische juristische Publikation, in der Aufsätze zum öffentlichen Recht veröffentlicht werden.
Das JöR erschien von 1907 bis 1938/39. Die neuen Folgen (N.F.) erscheinen seit 1951. Herausgeber waren unter anderem Gerhard Leibholz und Hermann von Mangoldt und über dreißig Jahre Peter Häberle. Derzeit (Stand: März 2024) wird es von Oliver Lepsius, Angelika Nußberger, Christoph Schönberger, Christian Waldhoff und Christian Walter herausgegeben. Kontinuierlich werden Berichte über die Verfassungsentwicklung in fast allen Staaten der Welt publiziert, verfasst von hochkarätigen Autoren.
Neuere Kategorien sind: „Richterbilder“, „Die Staatsrechtslehre in Selbstdarstellungen“, „Europäische Juristen“ sowie „Internationale Juristen“. In den letzten Bänden wurde eine Reihe eröffnet zum Thema „60 Jahre Grundgesetz“.